# NN-314
La carretera NN‑314 es una vía departamental secundaria localizada en el departamento de Granada. Tiene una longitud de 6.28 kilómetros y conecta la comunidad de Miravalle en La Escoba con la zona rural de El Guacucal, en las cercanías de la Finca Claudia Chamorro. La vía fue construida en el año 2005 y facilita el tránsito hacia zonas agrícolas y ganaderas del municipio.

## Trazado y cruces
La siguiente tabla muestra su recorrido, localidades y principales conexiones:
| km   | Localidad                            | Departamento | Conexión / Ruta |
| ---- | ------------------------------------ | ------------ | --------------- |
| 0.0  | Miravalle - La Escoba                | Granada      |                 |
| 3.1  | Comunidad rural intermedia           | Granada      |                 |
| 6.28 | El Guacucal - Finca Claudia Chamorro | Granada      |                 |

## Coordenadas
Un punto cercano al extremo oeste puede localizarse en: 11°53′20″N 86°06′02″O / 11.8890, -86.1005